# Cetina (Spagna)
Cetina è un comune spagnolo di 739 abitanti situato nella comunità autonoma dell'Aragona.